# 長野県道83号下条米川飯田線
長野県道83号下條米川飯田線（ながのけんどう83ごう しもじょうよねがわいいだせん）は、長野県下伊那郡下條村陽皐の国道151号交点を起点として、下伊那郡喬木村まで至る県道（主要地方道）である。

## 概要
長野県下伊那郡下條村陽皐の国道151号交点を起点として、下伊那郡喬木村まで至る。

### 路線データ
- 起点：下伊那郡下條村（国道151号交点）
- 終点：下伊那郡喬木村（弁天橋東交差点、長野県道18号伊那生田飯田線交点）

## 歴史
- 1959年（昭和34年）8月1日：手塚原米川飯田線を認定。
- 1993年（平成5年）5月11日 - 建設省から、県道手塚原米川飯田線が下条米川飯田線として主要地方道に指定される[1]。
- 1994年（平成6年）4月1日：手塚原米川飯田線を下条米川飯田線へ変更。

## 路線状況

### 重複区間
- 長野県道242号粟野門島停車場線（下伊那郡阿南町富草 - 下伊那郡泰阜村門島）
- 長野県道1号飯田富山佐久間線（下伊那郡泰阜村）

## 地理

### 通過する自治体
- 下伊那郡
  - 下條村
  - 阿南町
  - 泰阜村
- 飯田市
- 下伊那郡
  - 喬木村
- 飯田市
- 下伊那郡
  - 喬木村

### 交差する道路
- 国道151号（下伊那郡下條村陽皐、起点）
- 長野県道242号粟野門島停車場線（下伊那郡阿南町富草）
- 長野県道242号粟野門島停車場線（下伊那郡泰阜村門島）
- 長野県道1号飯田富山佐久間線（下伊那郡泰阜村）
- 長野県道1号飯田富山佐久間線（下伊那郡泰阜村）
- 長野県道237号米川飯田線（飯田市千代）
- 長野県道247号米川駄科停車場線（飯田市千代）
- 国道256号（飯田市上久堅）
- 長野県道252号下久堅知久平線（飯田市下久堅下虎岩）
- 長野県道18号伊那生田飯田線（下伊那郡喬木村・弁天橋東交差点、終点）

### 沿線にある施設など
- 飯田線 門島駅